# Kanton Lectoure
Kanton Lectoure (fr. Canton de Lectoure) je francouzský kanton v departementu Gers v regionu Midi-Pyrénées. Skládá se ze 13 obcí.

## Obce kantonu
- Berrac
- Castéra-Lectourois
- Lagarde
- Larroque-Engalin
- Lectoure
- Marsolan
- Mas-d'Auvignon
- Pergain-Taillac
- Pouy-Roquelaure
- Saint-Avit-Frandat
- Saint-Martin-de-Goyne
- Saint-Mézard
- Terraube